# Davodka
 (mai 2025).
 (mai 2025).
Si vous disposez d'ouvrages ou d'articles de référence ou si vous connaissez des sites web de qualité traitant du thème abordé ici, merci de compléter l'article en donnant les références utiles à sa vérifiabilité et en les liant à la section « Notes et références ».
Davodka est un rappeur et compositeur franco-russe, né Wladimir en juillet 1988 dans le 18e arrondissement de Paris. Il se fait connaitre dans le monde du rap au début des années 2000 avec le groupe Paris Pôle Nord, composé de lui même et ses deux amis d'enfance, Kema et Nico l'Salo. En 2007, le groupe fusionne avec le collectif MSD « Mentalités Sons Dangereux », comprenant Dad’Shawg, Taz, Peyen, Zoss, Kema, Nico l'Salo, L’inkonea, Sek, Dady S, jusqu’en 2012 où Davodka s’écartera du groupe afin de commencer sa carrière en solo. En 2013, il sort son premier album, Un poing, c’est tout. Artiste engagé, reconnu pour aborder sans langue de bois les contextes socio-politiques du moment dans ses textes, d’autant plus loué pour sa proximité avec son public, Davodka s’est hissé parmi les grands noms de la sphère underground du rap français avec notamment un flow reconnu comme l'un des plus rapides au monde.

## Biographie
Issu d’une famille franco-russe, Davodka, de son vrai nom Wladimir, commence très tôt à montrer un intérêt pour le rap dès son adolescence, notamment inspiré par la passion de ses amis de quartiers. Loin d’avoir été une vocation, le rap se présentait avant tout pour lui comme un moyen d'exprimer ses émotions et ses idées.

Adolescent peu bavard, il se découvre alors un goût pour l'écriture, notamment pour les paroles de chansons, une passion qu’il définira comme étant une sorte « d’exutoire ». Ayant arrêté l’école en seconde après une mésaventure qu’il cite notamment dans une interview :
« J’étais à l’arrière de la classe en cours d’allemand en train d’écrire, et la prof est arrivée, l’a pris et l’a lu devant toute la classe. Elle voulait m’afficher. Elle est arrivée à la fin et elle l’a déchirée… Du coup j’ai pris mes cliques et mes claques, je suis parti en courant, j’ai quitté le lycée alors qu’il y avait encore cours après et je ne suis jamais revenu. »
Le jeune Davodka se consacre alors entièrement à l’écriture de ses textes à côté de petits boulots, et se lance finalement dans la scène du rap underground aux côtés de ses amis d’enfance Kema et Nico l'Salo. Ensemble, ils fondent le groupe Paris Pôle Nord, en référence au 18e arrondissement de Paris dont ils sont tous les trois issus. Partageant un goût commun pour le rap dit « à l’ancienne », Davodka choisit de tout miser sur les lyrics pour séduire son public. Il opte alors pour le pseudonyme Davodka proposé par un ami proche, notamment en référence à ses origines russes, qu'il explique dans une interview :
« Davodka c'est très con, c'est pour mes origines russes, en gros on trinquait un soir avec un pote et il m'a sorti ça, je l'ai gardé. Je te cache pas que si j'avais dû choisir maintenant, je me serais pas appelé comme ça [rires] ».
Le jeune rappeur se revendique très tôt MC, abréviation pour « Master of Ceremony » ou « Microphone Controller », terme repris par la scène du rap pour qualifier un artiste se produisant avec un accompagnement musical sans fioriture et des paroles rimées. Très vite, Davodka se démarquera avec ses accélérations, appelé « fast flow », ainsi rapidement loué en tant qu’un des rappeurs les plus rapides de sa génération.

## Carrière

### Débuts avec «Paris Pôle Nord» et le collectif «Mentalités Sons Dangereux»
Davodka fait ses débuts avec le groupe Paris Pôle Nord aux côtés de ses deux amis d’enfance Kema et Nico l'Salo. Bercé par la culture et les influences du 18e arrondissement de Paris, les trois rappeurs en herbe s'appuient notamment sur leur expériences en tant que parisien pour leurs projets musicaux, qu'ils enregistrent à l’aide de moyens improvisés. Ils publient trois ans plus tard, en 2007, une collection rassemblant toutes leurs œuvres depuis la création du groupe.
Plus tard en 2007, le groupe fusionne avec le collectif émergent MSD (Mentalités Sons Dangereux), aux côtés des rappeurs Dad’Shawg, Taz, Peyen, Zoss, Kema, Nico le Salo, L’inkonea, Sek et Dady S. La grande diversité du groupe, comprenant entre autres des rappeurs, des beat makers et des lyricists, permit ainsi de diversifier les thèmes et les ambiances dans les compositions, avec un gout prononcé pour le style de la « vieille école » qu’ils partageaient tous. En 2010, le premier projet Angle mort est mis en ligne. Composé de 18 titres, il est alors disponible uniquement en téléchargement gratuit sur internet. Les activités du groupe cessèrent momentanément à la suite de leur premier album intitulé « Sampleurs et Cent Reproches », sorti le 21 décembre 2012, compte tenu des projets personnels des membres du groupe, dont Davodka et Kema qui s’éloignèrent mi-2012 pour se focaliser sur leur carrière solo.

Optant pour une carrière indépendante avec le moins d’intermédiaires possibles, Davodka monte son propre label intitulé Le Vers 2 trop, par lequel il vend ses disques disponibles sur son site internet ou de main en main.
« Je ne veux pas des plateformes en ligne qui te pompent plus de 60 % des revenus. » explique-t-il dans une interview. »

### Premier album:Un poing c’est tout(2013)
À la suite de la cessation d’activités du groupe Mentalités Sons Dangereux, Davodka commence sa carrière indépendante avec son premier solo Un poing c'est tout, alors accessible en téléchargement gratuit, qui rencontre un franc succès auprès de son public (plus de 30 000 téléchargements). Initialement pensé comme une carte de visite, le projet est finalement adapté en CD compte tenu de l'enthousiasme de son audience. Son premier album du même nom Un poing c’est tout est alors dévoilé en 2013, véritable tremplin pour lui en attirant notamment l'attention sur son « fast-flow » et son environnement artistique dépeignant notamment des sujets sombres tels que l’alcoolisme et la dépression.
Signant lui-même la plupart des pistes instrumentales, dont deux issues d’une collaboration avec le beatmaker Art Aknid, Davodka se démarque notamment par une production entièrement « faite maison », de l’enregistrement jusqu’au mixage.
Sur l’album apparait aussi trois featurings, dont un avec des membres du groupe MSD pour le morceau L’Embuche de Noël.

### Deuxième album:L’Art tisant(2014)
Le 18 avril 2014, Davodka sort son deuxième album intitulé L’Art tisant. Ses sept titres disponibles retracent plus en profondeur son ressenti quotidien en tant que parisien, notamment dans le morceau Ma Dimension où il y relate les mauvais décors, le pessimisme grandissant et sa nostalgie. Son dernier titre, On ne choisit pas, dénonce quant à lui les importantes inégalités sociales de la capitale « à deux arrondissements d'écart ».
Bénéficiant d’une collaboration avec plusieurs beatmakers afin d’apporter un son plus diversifié, dont ses anciens collègues de MSD pour Ma Dimension, Des collages et On choisit pas, les autres titres ont quant à eux été entièrement produits par Davodka, qui s’impose à nouveau avec ce second album non seulement en tant que rappeur, mais également en tant que producteur maitrisant les codes du « boom-bap ».

### Troisième album:La Mise au poing(2015)
De retour en 2015 avec son troisième album La Mise au poing, où les thématiques de la débrouille et la course vers le succès sont au cœur du projet, Davodka dépeint à nouveau dans un tableau sans filtre les dérives du capitalisme, grand responsable de la crise sociale selon lui, décriant entre autres une société moderne pervertie par la compétition (« une courte échelle où on s’écrase les uns les autres pour atteindre le sommet », écrit-il). Bien loin des accusations gratuites, Davodka surprend notamment un nouveau public par sa dénonciation de l’actualité sans jamais tomber dans les insultes directes.

Parmi ses lyrics, on y retrouve principalement des références à des films anciens devenus cultes, tel que les dernières paroles du Dictateur de Charlie Chaplin, que le rappeur reprend pour introduire son titre à succès Couteau dans la paix, dévoilé quelques semaines après les attentats du 13 novembre 2015 à Paris :
« Nous pourrions tous avoir une belle vie libre, mais nous avons perdu le chemin. L’avidité a empoisonné l’esprit des hommes, a barricadé le monde avec la haine, nous a fait sombrer dans la misère et les effusions de sang. »
À nouveau avec cet album, Davodka avance son goût signature pour les jeux de mots, non seulement cultivé dans ses titres (tels que Couteau dans la paix, Le Vers 2 Trop ou encore Les Maux de la fin), mais également dans ses paroles, dont une punchline décriant à nouveau son ressenti en tant que Parisien dans le titre Ici t’es personne : « Si t’aimes pas t’faire juger, vivre à Paris sera ta peine capitale », un jeu de mots habile mettant en rapport la « peine capitale » (c’est-à-dire la peine de mort) et le terme « capitale » désignant la ville de Paris.

### Quatrième album:Accusé de réflexion(2017)
Le 3 novembre 2017, Davodka lève le voile sur son quatrième album Accusé de réflexion, premier projet dont la sortie a été relayée médiatiquement. Découpé en deux parties, son morceau du même titre intitulé Accusé de réflexion se révèle dans une première partie dans un clip tourné dans un vrai tribunal, une prouesse pour un rappeur, un clip assisté par les dons de ses fans à l’ouverture d’une cagnotte sur le site KissKissBankBank, rassemblant la modique somme de 3600 euros pour la réalisation du clip avec le studio Tarmack Film. En musique, Davodka revient sur la corruption au sein du milieu politique, le laxisme du système judiciaire français pour les cols blancs, ainsi que les violences policières contre les manifestants. En une demi-journée, le rappeur parvint à totaliser près de 50 000 vues sur YouTube.

Le titre Accusé de réflexion reflète un nouveau jeu de mots de sa part, un accusé de réception étant l’avis qui atteste d’un message bien reçu par le destinataire, Davodka met cette fois-ci en défi le public de se faire destinataire d’une réflexion. À la question « C’est qui le destinataire de tes réflexions ? » posée durant une interview, Davodka répond en effet :
« En vérité, tout le monde, le seul facteur c’est qu’il faut réussir à se reconnaître dans les propos. » 
Son premier extrait intitulé Amour, gloire et beauté se démontre en effet comme une critique ouverte à la « société du paraître », dénonçant autant le recours à la chirurgie esthétique pour les femmes, que le regard malsain de l’homme sur la beauté contrefaite. Son second extrait Fusée de détresse, son titre favori de l’album, y déplore alors le déclin des relations humaines au sein de la société, déplorant notamment que le « SDF qui meurt dans le froid n'est qu'un fait divers ». À nouveau, le rappeur s'engage à pointer du doigt un environnement social qu’il décrit en déclin.
Du ton plus léger, son titreFlemme olympique figure quant à lui en tant que touche d’humour dans l’univers principalement mélancolique du rappeur. Pensé comme une auto-dérision, Davodka y évoque la vie de chômeur, la pauvreté, l’attrait pour l’alcool, sans hésiter à identifier dans ce train de vie une certaine « flemme » peu glorieuse.
Enfin, dans une dernière anecdote, Davodka raconte dans un autre jeu de mots « J’ai assez fréquenté les hostos pour devenir patient », une allusion à son ressenti en tant que patient ayant autrefois beaucoup fréquenté les urgences de nuit, déplorant autant le manque d’effectifs que la difficulté du métier de soignants.

### Cinquième album:À juste titre(2019)
En 2019, Davodka s’essaie à de nouvelles formes de rap en se défaisant du style dit « old-school » dont il s’était fait un porte-étendard depuis ses débuts. Avec la sortie de son cinquième album À juste titre, le rappeur passe en effet le cap des thématiques sombres et mélancoliques pour traiter de sujets très nouveaux pour lui, tel que l’amour ou encore la paternité. Ayant, comme il le dit lui-même, avoir « du mal à mettre beaucoup de bonheur dans [ses] textes », Davodka s’attaquera en premier au sujet de la rupture, d’après une expérience personnelle selon lui, notamment dans son titre Point de rupture, où il y mélange son propre vécu avec les histoires personnels de ses amis proches.
Le morceau Petit Miroir vient ensuite aborder le sujet de la paternité, toute récente pour lui, plus précisément la période avant de devenir papa. Petit Miroir apparait en effet comme une confession de tendresse entre le père et son fils nouveau-né.
Dans un autre morceau intitulé Enfant du monde, Davodka reste sur le sujet de la parenté en abordant cette fois la question de l’inégalité des chances dès la naissance, opposant sans filtre les inégalités liés au sexe (« Les p'tits garçons sont signe d'espoir, les p'tites filles sont des fardeaux financiers ») et au pays d’origine (« Des gosses vont à l'école pendant que d'autres taffent sous les ordres d'un tyran, Dès le plus jeunes âges exploitées, entassées, dans des mines clandestines »).
Enfin, son titre Matrice, dévoilé avec Tour de contrôle peu avant la sortie de l’album, aborde quant à lui les sujets de la société de consommation, inspiré par la trilogie Matrix (1999-2003) dont Davodka dévoile être un grand fan. Un clip et un morceau dénonçant sans langue de bois la surexposition aux nouvelles technologies, dont le smartphone, un écran à travers lequel Davodka y dénonce l’attachement à une « vie virtuelle ». Le rappeur souligne encore dans ce titre le rapport à l’enfance, déplorant en effet une « Jeunesse robotisée, enfermée dans sa bulle, prisonniers de la mode, que plus rien ne sauvera ».

### Sixième album:Procès verbal(2021)
Le 10 décembre 2021, Davodka signe son retour avec son sixième album Procès verbal, un album riche de seize titres pour lequel l'artiste a convié quelques invités, dont Swift Guad et Daddy Mory, lui valant un démarrage record dans sa carrière.
La première piste, intitulée Deux Poings Deux Mesures apparait comme une ré-introduction de l’identité propre du rappeur, à savoir un étalage de flow incisif et de messages mêlés à des samples d’anciens albums, une carte de visite pour une nouvelle audience, une synthèse pour son public habituel.
Dévoilant deux nouveaux chapitres de son titre emblématique Accusé de réflexion, dont une quatrième partie en featuring avec le groupe phare de la scène marseillaise 3e Œil, Davodka revient sur les sujets de justice et de violences policières, les abus de pouvoir, les manifestations, autant de thématiques sur le monde actuel qui s’enchainent sans temps morts.
Après son titre Matrice sorti deux ans auparavant, Davodka revient également sur le sujet de l’informatique avec Cheval de Troie, s’imposant cette fois en tant que « virus dans la matrice », la matrice étant le monde virtuel façonné par les écrans et les réseaux sociaux qu’il dénonçait deux ans plus tôt.
Quelques semaines après la sortie de l’album, Davodka lève le voile sur un nouveau single Requiem for a Drill, un clip au titre doublement évocateur, premièrement une allusion au film Requiem for a Dream (2000) dépeignant une descente aux enfers de victimes de la dépendance aux drogues, dont le rappeur substitue au mot « Dream » le mot « Drill », un sous-genre musical du hip-hop qui tire ses racines de la dénonciation d'un environnement déchiré entre misère sociale et violence. Avec Requiem for a Drill, Davodka y évoque alors un lien entre la dépendance à la détresse sociale (« l'humain aime stocker toutes ses douleurs »), et la violence par les paroles comme seule manière d’attirer l'attention médiatique sur ces sujets.
Requiem for a Drill sera très rapidement suivi de Cocktail Monotone, un deuxième single retraçant cette fois-ci son angoisse et sa colère face au monde moderne, carburant de sa mélancolie, sur un style boom-bap qui lui est plus habituel.

### Avec Soleil Noir: premier albumJour de Nuit(2022)
Rapidement après la sortie de son dernier album Procès verbal, Davodka s’associe avec les rappeurs Swift Guad, Dooz Kawa et Euphonik pour fonder le groupe Soleil Noir. Annoncé sur les réseaux sociaux, la création du groupe attise bien vite l’enthousiasme des amateurs du rap underground français. Les thématiques exploités dans leur premier album Jour de Nuit s’apparentent à première écoute sur un simple égo-trip sans complexe, toutefois laisse entrevoir des notes cyniques et désabusées notamment dans les titres À ceux qui brûlent et Monument.

### Septième album:Héritage(2024)
Courant 2024, Davodka dévoile son dernier album en titre Arc-en-ciel, véritable appel à la résilience, par lequel le rappeur invite son public à chercher la lumière dans les jours les plus sombres. La thématique la plus présente y est les liens familiaux, dont la cover de l’album présente un adulte en présence d’un enfant, assurément un père et son fils. Un rappel à sa paternité notamment évoquée dans son titre Enfant Bulle, dont les paroles « Mon p'tit miroir, j’espère que tu fais de beaux rêves au fond de ton plumard » rappellent sans équivoque son morceau Petit Miroir sorti cinq ans plus tôt. De la confession candide du père à son fils nouveau-né, Davodka dévoile à présent les liens d’attachement entre le père et son fils grandissant, ses espoirs pour l’avenir, ainsi que ses craintes.
Pour son troisième single Avec des mots, Davodka partage le micro avec un invité de marque, le rappeur Sinik. Ensemble, ils dédient leur art à « tous ceux qui restent sans voix », à tous ceux qui « viennent d’en bas ».
Avec ses morceaux Libre comme l’art et Idiocratie, Davodka revient à la charge sur les sujets de convenance et des réseaux sociaux, dénonçant de façon directe la « culture du vide » et n’hésitant plus à passer à l’offensive vis-à-vis des « âmes trop sensibles ».
Enfin pour son titre Arc-en-ciel, le rappeur jongle volontiers entre appréhension et espérance, entre la reconnaissance d’un avenir meilleur mais le pessimisme ambiant vis-à-vis de l’actualité. Un sentiment résumé par les vers « Y aura des jours meilleurs, mais le présent nique la vue ». À nouveau, Davodka s’engage à trouver les mots justes pour « ceux qui se sentent seul » et « ceux qui n’y croient plus ».

### 2025
En août 2025, Davodka se produit au Sziget Festival de Budapest.

## Environnement artistique

### Style musical, thèmes et influences
La musique de Davodka est fortement influencée par son enfance dans le 18e arrondissement de Paris, un endroit à la mixité importante, où « la Scred a forcément eu une grosse influence », raconte-t-il dans une interview.
Adepte du « rap à l’ancienne », le message véhiculé est pour lui le point le plus important d’un son, déplorant en effet la musique actuelle, les musiques sans risque dites « commerciales », notamment l’auto-tune qu’il réprouve . Cherchant sans cesse à se réinventer au fil des albums, avec des thèmes de plus en plus variés, Davodka avoue ne pas aimer tourner en rond et rester sur ses acquis, et confie même avoir « l’impression de mourir » s’il n’y a plus de prise de risque.
Pour le rappeur et beatmaker, écrire s’apparente un soulagement, un moyen de mettre les mots juste sur son vécu et ce qu’il ressent au fil des évènements actuels. D’une nature plutôt mélancolique, il puise volontiers dans ses angoisses, ses craintes et même dans son impuissance, pour retranscrire une critique ouverte de la société dans son ensemble. Pointant autant du doigt l’état français dans ses titres comme Accusé de réflexion, que le monde dans son ensemble en dehors des frontières comme dans Enfant du Monde, Davodka n’hésite pas non plus à condamner l’individu en lui-même, dénonçant l’homme et la femme de jouer le jeu d’une « société du paraitre » à travers le recours aux chirurgies esthétiques, la « culture du vide » à travers la ruée aux followers sur les réseaux sociaux, et les addictions en général, n’hésitant jamais à s’inclure lui-même dans le décor notamment vis-à-vis de son goût assumé pour l’alcool.
Ne prenant parti ni pour la sobriété (« Y a qu'les soirées alcoolisées qui nous foutent l'eau à la bouche » — Un poing c’est tout), ni pour l’ivresse (« J’enquille mon dernier verre en te saluant en annulant la fête, car on ne chasse pas des idées noires en s’allumant la tête » — Ça reste à boire), le rappeur ne se positionne pas non plus pour la guerre (« La paix j'm'y connais guère mais au bout d'une arme y'a aucun bail honnête » — Couteau dans la paix), ni pour la paix (« Passons à l'attaque, arrêtons d'bavarder le ciel sera loué quand les poulets se feront canarder » — Mise à flow). Jouant volontiers d’une confusion assumée dans une société qu’il juge désabusée, sans repères évident, Davodka se plait ainsi à dépeindre dans son environnement musical un auteur moralement ambigu, ni foncièrement mauvais, ni digne d'éloges.
Connoté boom-bap à l’ancienne, Davodka mise autant son identité artistique sur un flow rapide et incisif, que dans son côté « artisanal », à savoir qu’il s’occupe d’ordinaire de la majorité d’une production d’un morceau, des lyrics à la conception des pistes instrumentales.
Puisant notamment son inspiration des films anciens, le rappeur présente en effet un goût particulièrement prononcé pour les films anciens, reprenant à l’occasion des citations de films pour marquer l’introduction de ses sons, tel que les dernières paroles du Dictateur (1940) dans son titre à succès Couteau dans la paix, ou encore de célèbres citations puisées dans Seven (1995) ou encore dans V pour Vendetta (2005). Davodka se plait également à diversifier son horizon musical avec d’autres références tirées cette fois-ci de sa passion du manga, mis à l’honneur dans des clip musicaux tel que Sama (de l’album À juste titre) ou encore le morceau Death Note (de l’album Procès verbal) tiré du manga du même nom, par lequel le rappeur fait le lien entre l’ambition maléfique du personnage principal pour un monde sans criminels, et le combat de l’artiste contre le manque d'authenticité de la scène du rap français, décriant entre autres « un milieu saturé par la mode » et par « les tissus de mensonges ».

### Proximité avec le public
Artiste loué pour sa proximité avec son public, Davodka avoue régulièrement son affection pour les petites audiences dans ses interviews, « plus intimiste, plus chaleureux », décrit-il. Peu bavard et appréciant la discrétion, le rappeur n’est généralement pas friand des grandes attentions, d’autant plus attentif à la préservation de sa vie privée, dont il n’en dévoile les expériences qu’au compte-goutte d’album en album, à commencer par sa fréquentation au sein de la « vieille école » du rap depuis le 18e arrondissement de Paris, puis son ascension sociale au travers de sa réputation grandissante, et enfin sa paternité dévoilée par le biais des albums À juste titre suivi de Héritage.
Indépendantiste et fuyant comme la peste les modes, le « politiquement correct » et les médias, Davodka s’attache à son authenticité, sa liberté d’être et de produire son art comme il lui convient. « Je sais pas me vendre », confie-t-il d’ailleurs dans une autre interview. « Pour le marché de l’industrie je suis obsolète mais libre comme l’air. J’ai choisi de faire le son qui me ressemble. ».

### Record de vitesse
En 2020, à l’occasion de la sortie du nouvel album du célèbre rappeur Eminem Music to Be Murdered By, ce dernier met au défi ses fans et lance le « Godzilla challenge », dont le principe est très simple : les participants souhaitant se mesurer à l’artiste américain devront surpasser un fast-flow de 229 mots en 30 secondes.
Sur Facebook, Davodka partage alors un post : « Je me faisais chier entre deux vers, du coup #GodzillaChallenge », accompagné d’une vidéo de sa performance, par laquelle Davodka choisira de rapper sur un texte qu'il a lui-même rédigé pour l’occasion. À la hauteur de sa réputation en tant qu’un des rappeurs les plus rapides de sa génération, Davodka triomphe ainsi du challenge avec un débit de parole situé entre 250 et 280 mots pour 30 secondes.
Dans un autre challenge datant de 2017, Davodka se mesurait au « Speed Test » lancé par le média en ligne Konbini, toujours avec l’objectif de surpasser Eminem et ses 6,9 mots par seconde. Davodka remportera ainsi la deuxième place avec un record de 8,2 mots par secondes (devancé par Mac Lethal avec 9,3 mots par secondes).

## Apparitions
- 2013 : Davodka feat Rockin' Squat, 7Maj Trafyk, Kolt Seavers, Cenza, Koma, L’Hexaler, Zirko, Rachid l'Exi-T (SKS Crew), Dj Djaz (Effiscienz) - L'Undaground s'exprime Chapitre 7 (sur le maxi de Rockin’ Squat Intestable)
- 2014 : Davodka feat l’uZine, Ritzo, Nodja, Dj Masta - Nouveau Casino
- 2015 : Davodka feat l’uZine, Nodja, Dj Keshkoon - Y’a du monde (sur la mixtape de l’uZine Made in Z)
- 2015 : Davodka feat Melis, L'Hexaler, Jeff Le Nerf, L'Amir'al, Paco, Greg, 10Vers, Sega, Lyo, Melan, Starline, Nefaste, Tekilla, Neka, Geule Blansh, Nedoua, Furax, Ol Zico, Nyto, Les 10 (L'Indis & Lavokato), Aketo, S.A.M, Ritzo, Abrazif, Pejmaxx, H2R, Skope, Eli Mc
- 2015 : Sear Lui Même, Grain D'Sable, H.A.M, Veridik, Tragik, Loko, Lacraps - Machine à écrire remix
- 2015 : Davodka feat Tony Toxik - La Peine de vivre (sur l’album de Tony Toxik Familia)
- 2016 : Davodka feat Lacraps - Nos Esprits (sur l’album de Lacraps Les Preuves du temps)
- 2016 : Davodka feat Lacraps - Flow Brasier (sur l’album de Lacraps Les Preuves du temps)
- 2016 : Davodka feat Swift Guad - Ma gueule (sur l’album de Swift Guad Masterpiece)
- 2017 : Davodka feat Demi Portion, Scylla, Youssef Swatt's, Sprinter, Jeff Le Nerf, Swift Guad, JP Manova, L’Hexaler, Monotof, Dooz Kawa - Planète Rash (sur l’album de Demi Portion 2 chez moi)
- 2017 : Davodka feat Tony Toxik, Prince Waly - New Jack Paris (sur l’album de Tony Toxik Infini)
- 2017 : Davodka feat Jamalski, Dj Keshkoon - Ready Fi Dem (sur l’album de Dj Keshkoon International Tape)
- 2018 : Davodka feat Tekilla, Chinese, Convok, L’Hexaler, Le Bon Nob, Namko, Paco, Poupa Lost, Sado MC, Starline, Vensti - Insolents 2 (sur le maxi de Tekilla Insolents, La Trilogie)
- 2018 : Davodka feat Nico l’salo, LRZ, 1.6zif, Mano, Talon d’Haschich Crew, Saligo, Aslan - Proséthylisme
- 2019 : Davodka feat Greenfinch, Melan, Tekilla, D.Ace, Zippo, Le Bon Nob, Ywill, Oprim, Saknes, Lautrec, Dooz Kawa, Guilty, Frimsa, Fhat.R, GANJre the Giant & DJ Venum - La Mémoire des jours (sur l’album de Greenfinch From Soul to Souls)
- 2019 : Davodka feat Tekilla - Viens voir (sur l’album de Tekilla, L’Âge adulte)
- 2019 : Davodka feat Lofty, Tekilla, Poochka, Nozey, Neoklash, Monf, Sekel du 9.1, Ritzo, Lelbi, Tony Toxik, Ismael Lesage, Mero, Frimsa, Dzeni Greka, Stelio, Nasme, Siren, Oz, Yoshi Di Original, Dj Safe - Tous Azymuts (sur la compilation de Misère Record Azymut Zero)
- 2019 : Davodka - Remix ultime (sur la compilation de Misère Record Azymut Zero)
- 2019 : Davodka feat Ulysse - Seiten Frisch
- 2020 : Davodka feat Demi Portion - Non Stop (sur l’album de Demi Portion La Bonne École)
- 2020 : Davodka feat Dooz Kawa, Swift Guad - Chill Morrisson (sur l’album de Dooz Kawa Nomad’s Land)
- 2020 : Davodka feat D.Ace - Juge (sur l’album de D.Ace Vox Cordis)
- 2020 : Davodka feat L’Hexaler - Les regrets ne meurent jamais remix
- 2020 : Davodka feat Greenfinch, Swift Guad, Saligo, Dah Conectah, Nano, Dooz Kawa, Demi Portion, Degiheugi - Urgences musicales
- 2020 : Davodka feat Daddy Mory, Deadi, Swift Guad, CENZA, Souffrance, Original Tonio - Anti-social (sur l’album de Swift Guad C.P.C.D.M.C 2)
- 2020 : Davodka feat l’uZine - Plus on est de fous, plus on rime
- 2020 : Davodka feat Tonio Le Vakeso - Monnaie (sur l’album de Tonio Le Vakeso J A M)
- 2020 : Davodka feat Hidan - Ecchymose (sur l’album de Hidan Vanta)
- 2021 : Davodka feat Melan - Dose (sur l’album de Melan Angle Mort)
- 2022 : Davodka feat Hash 24 - C’est grave (sur l’album de Hash 24 0.24)
- 2023 : Davodka feat Ritzo, Souffrance, Sëar Lui-Même, Convok, Ol Zico, Lelbi, Shao,BBL, Rifa, Keneda, Kel's, SKEAZ - Leviathan Remix
- 2024 : Davodka feat Gamni & Souli.B, Swift Guad, Melan, LK, Fak, Le Bon Nob, Dooz Kawa - Peut mieux faire (sur l’album de Gamni & Souli.B Antipode)
- 2025 : Davodka feat l’Armature, Nahl, Señor El-Kalif, Shilom, Di6P - Marquer l’époque
- 2025 : Davodka feat L’Hexaler & Ol Zico - Espace aérien (sur l’album de L’Hexaler Matière Grise)
- 2025 : Davodka feat Dady S - Ce qu’ils veulent

## Clips vidéo
Pour Un poing c'est tout
- 2013 : La Garo du con damné
- 2013 : L’Embûche de Noël

Pour L’Art tisant
- 2014 : Coup de poker

Pour La Mise au poing
- 2015 : Le Vers 2 trop
- 2015 : Le Couteau dans la paix
- 2016 : Mise à flow
- 2016 : Addiction

Pour Accusé de réflexion
- 2017 : Amour, Gloire et Beauté
- 2017 : Fusée de détresse
- 2017 : Accusé de réflexion
- 2017 : Flemme olympique

Pour À juste titre
- 2019 : Exercice deux styles
- 2019 : Matrice
- 2019 : Tour de contrôle
- 2019 : Sama
- 2019 : 24H
- 2019 : Petit Miroir
- 2019 : Vision nocturne

Pour Procès verbal
- 2021 : Cérébral
- 2021 : J’ai plus le temps
- 2021 : Anesthésie vocale
- 2021 : Zeus
- 2022 : Chute libre

Pour Héritage
- 2024 : Arc en ciel
- 2024 : Libre comme l’art
- 2024 : Héritage
- 2024 : Enfant Bulle
- 2025 : Inarrêtable